# Elizeth Cardoso
Elizeth Moreira Cardoso, dite Elizeth Cardoso, est une chanteuse brésilienne née à Rio de Janeiro le 16 juillet 1920 et décédée dans la même ville le 7 mai 1990. Au Brésil on la surnommait A divina (La divine, en portugais). Elle apparaît comme actrice dans quelques rares films, dont Coração materno, de Gilda de Abreu, sorti en 1951.

## Biographie
Cardoso est née à Rio de Janeiro ; son père était un chanteur de sérénade qui s'accompagnait à la guitare et sa mère était une chanteuse amateur. Elizeth a commencé à travailler à un âge précoce. Entre 1930 et 1935, elle était, entre autres, vendeuse et coiffeuse. Elle a été découverte par Jacob do Bandolim lors d'une fête organisée pour son 16e anniversaire, à laquelle le musicien avait été convié. Jacob l'a emmenée à Rádio Guanabara où, malgré l'opposition initiale de son père, elle est apparue sur le Programa Suburbano avec Vicente Celestino, Araci de Almeida, Moreira da Silva, Noel Rosa et Marília Batista le 18 août 1936. La semaine suivante, elle est engagée par la station pour apparaître dans une émission hebdomadaire. À la suite de cette première expérience, elle va se produire dans diverses émissions avec plusieurs stations de radio. Dans les années 1960, elle a sa propre émission de radio.
En 1958, Elizeth Cardoso a été invité par Vinicius de Moraes à enregistrer un album de chansons écrites par lui-même et Antônio Carlos Jobim. Intitulé Canção do Amor Demais (pt), l'album est le premier disque au Brésil à inclure de la bossa nova, contribuant au lancement du nouveau genre musical. L'album est publié sur le label Festa. La même année, Cardoso enregistre la version originale du classique de la bossa nova Manhã de Carnaval pour les besoins du film Orfeu Negro.
Elizeth a continué à chanter et à jouer avec beaucoup de succès jusqu'à sa mort. Elle a enregistré plus de 40 albums au Brésil, au Portugal et dans d'autres pays. Pendant près de six décennies de vie artistique, elle a interprété de nombreuses formes de musique, mais elle est toujours restée fidèle à la samba, qu'elle a interprété avec brio, ce qui lui a valu des surnoms tels que : Lady do Samba, A Magnifica (la Magnifique), et le plus connu, A Divina (la Divine).
Cardoso est décédée d'un cancer à l'âge de 69 ans.

## Hommage
Le musicien de jazz américain Clare Fischer a écrit en l'honneur d'Elizeth Cardoso un morceau de bossa nova intitulé Elizete,  enregistré pour la première fois dans l'album de 1962 Cal Tjader Plays the Contemporary Music of Mexico and Brasil et devenu depuis un standard de jazz.

## Discographie
78 tours et 45 tours
- 1950 : Braços vazios/Mensageiro da saudade
- 1950 : Complexo/Canção de amor
- 1950 : Vem para os braços meus/A mentira acaba
- 1951 : Dá-me tuas mãos/O amor é uma canção
- 1951 : Se eu pudesse/Quem diria?
- 1951 : É sempre assim/Falsos beijos
- 1951 : Cantiga de Natal/31 de dezembro
- 1952 : As palavras não dizem tudo/Venho de longe
- 1952 : Nosso amor, nossa comédia/Maus tratos
- 1952 : Eu não posso dizer/Teu ciúme
- 1952 : Amor, amor/Caixa postal zero zero
- 1952 : Ingratidão/O homem do passado
- 1953 : Alguém como tu/Nem resta a saudade
- 1953 : Fantasia/Graças a Deus
- 1953 : Ai, ai, Janot./Amor que morreu
- 1954 : Pra que voltar?/Ao Deus-dará
- 1954 : Brigas de amor/Vida vazia
- 1954 : Seresteiro/Palhaço
- 1954 : Ocultei/Zanguei com meu amor
- 1954 : Só você, mais nada/Caminha
- 1955 : A moça do retrato/Tormento
- 1955 : Subúrbio/Não quero você
- 1955 : Águas passantes/Velha praça
- 1955 : Amanhã será tarde/Não tenho lar
- 1956 : Canção da volta/Linda flor
- 1956 : Amor oculto/Velhas memórias
- 1956 : Na madrugada/O amor é fado
- 1957 : Aconteceu no Uruguai/Tem jeito, sanfona
- 1957 : Chove lá fora/Nunca é tarde
- 1958 : É luxo só/Por acaso
- 1958 : Madame Fulano de Tal/Conselho inútil
- 1958 : Na cadência do samba/Praça sete
- 1959 : E daí?/Sozinha
- 1960 : Cheiro de saudade/Até quando
- 1960 : Velhos tempos/Cidade do interior
- 1960 : O amor e a rosa/Bebeco e Doca
- 1960 : A canção dos seus olhos/Ri
- 1960 : Vem hoje/Guacira
- 1961 : Palhaçada./Samba triste
- 1961 : Nossos momentos/Tentação do inconveniente
- 1961 : Balão apagado/Notícia de jornal
- 1961 : Deixa andar/Vaga-lumeando
- 1961 : Deixa andar/Nosso momentos
- 1962 : Moeda quebrada/Ninguém sabe de nós
- 1962 : Canção da manhã feliz/Na cadência do samba
- 1962 : Briguei/Seja lá o que Deus quiser
- 1963 : Eu quero amar/Se vale a pena
- 1963 : Mulher carioca/Menino travesso
- 1963 : Seu José/Não pense em mim

Albums
- 1955 : Canções à meia luz
- 1956 : Fim de noite
- 1957 : Noturno
- 1957 : Música e poesia de Fernando Lobo
- 1957 : Um compositor em dois tempos - Jubileu de prata de Herivelto Martins
- 1958 : Naturalmente
- 1958 : Retrato da noite
- 1958 : Canção do Amor Demais
- 1959 : Magnífica
- 1960 : Mulata assanhada
- 1960 : A meiga Elizeth
- 1960 : Sax - Voz
- 1961 : Sax - Voz - Nº.2
- 1962 : A meiga Elizeth Nº.2
- 1963 : Grandes momentos com Elizeth Cardoso
- 1963 : A meiga Elizeth Nº.3
- 1963 : Elizeth canta seus maiores sucessos
- 1963 : Elizeth interpreta Vinícius
- 1963 : A meiga Elizeth Nº.4
- 1964 : A meiga Elizeth Vol.5
- 1965 : Elizeth sobe o morro
- 1965 : Quatrocentos anos de samba
- 1966 : A bossa eterna de Elizeth e Cyro, Elizeth Cardoso e Cyro Monteiro
- 1966 : Muito Elizeth
- 1967 : A enluarada Elizeth
- 1968 : Ao vivo no Teatro João Caetano volume I - Elizeth Cardoso, Zimbo Trio e Jacob do Bandolim
- 1968 : Ao vivo no Teatro João Caetano volume II - Elizeth Cardoso, Zimbo Trio e Jacob do Bandolim
- 1968 : Momento de amor
- 1969 : Elizeth e Zimbo Trio na Sucata
- 1970 : A bossa eterna de Elizeth e Ciro - Nº 2 - Elizeth Cardoso e Cyro Monteiro
- 1970 : Elizeth, a exclusiva
- 1970 : É de manhã - Elizeth Cardoso e Zimbo Trio
- 1970 : Falou e disse
- 1970 : Elizeth no Bola Preta com a Banda do Sodré
- 1971 : Elizeth Cardoso e Silvio Caldas
- 1971 : Elizeth Cardoso e Silvio Caldas vol. II
- 1971 : Elizeth Cardoso - Disco de ouro
- 1971 : Elizeth Cardoso LATINO
- 1972 : Elizeth Cardoso TAL
- 1972 : Preciso aprender a ser só
- 1974 : Mulata maior
- 1974 : Edição histórica vol. 3
- 1975 : Elizeth Cardoso
- 1975 : Bossaudade - A bossa eterna
- 1976 : Elizeth Cardoso
- 1977 : Elizeth Cardoso
- 1977 : Elizeth Cardoso, Jacob do Bandolim, Zimbo Trio e Época de Ouro
- 1978 : Live in Japan
- 1978 : A cantadeira do amor
- 1979 : O inverno do meu tempo
- 1980 : Elizeth Cardoso nº 1
- 1980 : Elizeth Cardoso nº 2
- 1980 : Elizeth Cardoso nº 3
- 1981 : Elizethíssima
- 1982 : Recital
- 1982 : Outra vez Elizeth
- 1983 : Elizeth - Uma rosa para Pixinguinha
- 1984 : Leva meu samba-Elizeth Cardoso e Ataulfo Júnior
- 1986 : Luz e Esplendor
- 1989 : Elizeth Cardoso - Jacob do Bandolim - Zimbo Trio e Conj. Época de Ouro
- 1989 : Elizeth Cardoso
- 1991 : Ary Amoroso
- 1991 : Todo sentimento